# Horia Ivanovici
Horia Ivanovici (Horia Claudiu Ivanovici , n. 8 august 1974, București, România) este un jurnalist și un realizator de emisiuni din România. A debutat în presă în 1992 ca redactor la „Evenimentul zilei”. Între 1995 – 1996 a fost șeful Departamentului Sport la cotidianul „Național”, apoi a fost numit redactor-șef adjunct la „Sportul Românesc”, în perioada 1996 – 1998. A urmat transferul la Antena 1, între 1998 și 2000, unde a ocupat funcția de editor-șef al Departamentului de Știri Sportive, iar din 2000, timp de trei ani, a fost redactor-șef al „Gazetei Sporturilor”, funcție pe care a avut-o apoi, în perioada 2003 – 2004, și la revista „Life Sport”. Începând cu anul 2006 este deținătorul revistei Fanatik, după ce în prealabil a fost directorul general al acesteia, brand pe care l-a dezvoltat mai departe prin emisiunea TV „Fanatik Show”, galele „Fantasticii Fanatik” și site-ul aferent.

## Studii
A absolvit în anul 1996 Facultatea de Drept a Universității „Spiru Haret” din București.

## Emisiuni
- "Fan România" este cea mai nouă emisiune prezentată de Horia Ivanovici. Prima ediție a fost avut loc pe data de 26 martie 2020[4]. Este transmisă exlusiv online pe pagina sa oficială de Facebook și canalul oficial de Youtube.
- "Fanatik Show" a fost realizată timp de peste 10 ani. Horia Ivanovici a debutat ca prezentator al acestei emisiunii la postul de televiziune TV Sport (actual Sport.ro/ProX), în 2003. Ultima ediție a talk-show-ului a fost în februarie 2015[5], la Look TV (actual Look Sport).

## Activitate profesională
- 2002[6] - Moderator talk-show sportiv “Contraatac” la Antena 1.
- 2003 – 2015 - Realizator emisiune sportivă săptămânală „Fanatik Show”  la posturile de televiviziune TV Sport, Prima TV, Telesport, OTV, Digisport și Look TV
- Realizator talk-show „Ora de fotbal” la Radio Contact.
- Realizator „Fanatik Show FM” la Radio Sport Total FM.
- din martie 2020[7] - Realizator „Fan România”, emisiune în format online

## Controverse
În septembrie 2009, Ivanovici a fost protagonistul unui controversat moment public din istoria presei sportive. El a pretins că deține mărturia audio a unui jucător de la Steaua care povestea cum Becali îl teroriza pe antrenorul Cristiano Bergodi. În timpul emisiunii, o voce editată pentru a nu fi recunoscută, („sursa vrea anonimatul”, a explicat Ivanovici), relata „faptele petrecute în vestiar”, însă, a doua zi, un telespectator a demonstrat că vocea îi aparținea de fapt lui Horia Ivanovici! Clubul Steaua l-a amenințat cu un proces, însă trustul RCS-RDS nu a luat atunci decizia, absolut justificabilă, de a-l demite. Ivanovici nu a primit acasă nicio notificare de la vreun executor judecătoresc, din contră a fost lăudat.
„Chiar dacă ar fi fost trucată înregistrarea, nu se vor lua măsuri împotriva lui Horia. Suntem o televiziune comercială, iar astfel de lucruri aduc rating extrem de mare„, a declarat Teo Avramescu, unul dintre șefii de la Digi

## Premii
- Premiul „Revelația presei sportive din România” - Asociația Presei Sportive (2002).
- Premiul pentru „Cel mai bun ziarist sportiv al anului” - Clubul Sportiv al Jurnaliștilor (2003).
- Premiul pentru „Cel mai promițător realizator de talk-show sportiv din România” - Centrul Sportiv al Jurnaliștilor (2005).
- Premiul pentru „Cel mai bun talk-show sportiv al anului din România”- Clubul Sportiv al Jurnaliștilor (2007, 2008, 2010).